# Cerodontha vietnamensis
Cerodontha vietnamensis este o specie de muște din genul Cerodontha, familia Agromyzidae. A fost descrisă pentru prima dată de Mitsuhiro Sasakawa în anul 1963. Conform Catalogue of Life specia Cerodontha vietnamensis nu are subspecii cunoscute.